# Modrzew (województwo łódzkie)
Modrzew – wieś w Polsce położona w województwie łódzkim, w powiecie opoczyńskim, w gminie Opoczno.
W latach 1975–1998 miejscowość administracyjnie należała do województwa piotrkowskiego.
Fragment wsi od strony północnej jest nazywany „górką”.
Wierni kościoła rzymskokatolickiego należą do parafii św. Wojciecha w Kraśnicy.